# Pueblo chinanteco
Los chinantecos (del náhuatl: Chinantēcah ‘Habitantes de Chinantla’) es un pueblo originario de México que viven en el Estado de Oaxaca. A comienzos del siglo XXI aún conservan su cultura e identidad.
El origen del pueblo chinanteco remonta a algunas de las poblaciones que habitaban el territorio nacional antes de la llegada de los españoles a México. Los chinantecos se denominan a sí mismos "tsa ju jmí", que significa "gente de palabra antigua", con lengua perteneciente al grupo Otomangue, aunque cada pueblo posee un apelativo propio que va precedido de la palabra "tsa", "dsa" o "alla", que significa gente. Se reconocen como pobladores de la Chinantla.
Los especialistas señalan que no existe una sola lengua chinanteca, sino varias: chinanteco de Ojitlán, chinanteco de Usila, chinanteco de Quiotepec, chinanteco de Yolox, chinanteco de Sochiapan o "jaujami", chinanteco de Palantla, chinanteco de Valle Nacional, chinanteco de Lalana, chinanteco de Latani y chinanteco de Petlapa. Son idiomas tonales que forman una familia derivada del tronco otomangue. 
Según el censo de 1990 había 90,300 hablantes de lenguas chinantecas en Oaxaca y 109,100 a nivel nacional, cifra que no incluye a los menores de 5 años.

## Antecedentes históricos

Estado de Oaxaca, en cuyo territorio se asienta el pueblo chinanteco.

Hacia el 999, el rey Quiana fundó un gran señorío en la Chinantla; algunos conflictos internos dividieron a la población y posteriormente se establecieron los señoríos de la Chinantla Baja y la Chinantla Pichinche, con sede en Yolox en tierras altas. Hacia el 1300 Chinantla Pichinche se dividió y parte de su población se desplazó a Usila, y estableció ahí otro señorío. Alrededor del 1455, los mexicas se establecieron en Tochtepec (Tuxtepec) y dominaron desde allí a mazatecos, cuicatecos, chinantecos y popolocas. Al llegar los conquistadores se establecieron en Tuxtepec; los chinantecos se aliaron con ellos para acabar con el dominio azteca. Hacia 1530 los chinantecos de Usila se alzaron contra los españoles.
Por su cercanía con Veracruz y debido a la calidad de sus tierras, esta región se convirtió en una de las zonas agrícolas más importantes de la Nueva España.
Durante el Porfiriato, algunos poblados mestizos de la región fueron dotados con servicios; la alianza entre los grupos regionales hegemónicos y la dictadura afectaron a las regiones indígenas. Para 1910, en las haciendas amparadas por las Leyes de Reforma se cultivaba tabaco, cacao y  café. En Valle Nacional se establecieron muchos extranjeros atraídos por las facilidades para adquirir tierras. Las plantaciones se convirtieron en campos de trabajo forzado como castigo para los rebeldes y enemigos políticos del régimen.
Durante las décadas de 1920 y 1930, la Chinantla Baja recibió un fuerte impulso económico agrícola con el cultivo de tabaco y plátano. Las empresas norteamericanas Standard Fruit y United Fruit establecieron su dominio en la zona y los chinantecos se convirtieron en peones en su propio territorio. En 1941, la Reforma Agraria redistribuyó las tierras y las compañías extranjeras tuvieron que abandonar la zona. El cultivo del tabaco y del plátano quedó en manos de pequeños y medianos propietarios; no obstante, la comercialización continúa en manos extranjeras o mestizas.
Entre 1940 y 1970, la Chinantla Baja se vio afectada por proyectos la construcción de presas destinadas a generar electricidad, para promover el desarrollo de la región. Entre 1949 y 1955 se construye la presa Miguel Alemán, que afectó a comunidades mazatecas, y en 1972 da inicio la construcción de la presa Cerro de Oro, que inundó más de 26 000 hectáreas fértiles, afectando a 300 familias chinantecas, que fueron reubicadas en otras zonas de Oaxaca y en el sureste de Veracruz. Su reacomodo significó un proceso de dispersión de las antiguas comunidades y el consiguiente desmembramiento de redes de parentesco. La pérdida del hábitat tradicional fragmentó la cultura nativa.

## Religión
La cosmogonía es parte esencial de su religión y creencias. Esta queda reflejada en los huipiles de lujo de las mujeres chinantecas. Su cosmovisión comprende una totalidad integrada por elementos que se oponen y complementan. Así, el mito del sol y la luna explica la oposición de dos mundos que cristalizan en el día y la noche, y diferencian lo humano de lo animal, así como lo bueno de lo malo. De esta manera, el conocimiento lleva la dualidad como base: el alma y el cuerpo son diferentes, la primera reside en el corazón, y luego de la muerte es transportada al otro lado de los mares por un gran perro negro o por una araña. Los seres sobrenaturales que rodean al pueblo chinanteco pueden ser positivos o negativos. Unos proveen protección y otros causan males, para esto se valen de personas (brujos o curanderos). Los patrones de clasificación del entorno chinanteco son una muestra de su cosmovisión.

## Lenguas chinantecas
La lengua chinanteca está conformada por un conglomerado de varios dialectos, Ojitlán, Usila, Quiotepec, Yolox, Sochiapan, Palantla, Valle Nacional, Lelana, Latania y de Petlapa; todos los cuales se denominan "lenguas chinantecas". Estas lenguas son tonales, y el tono de la palabra determina su significado. 

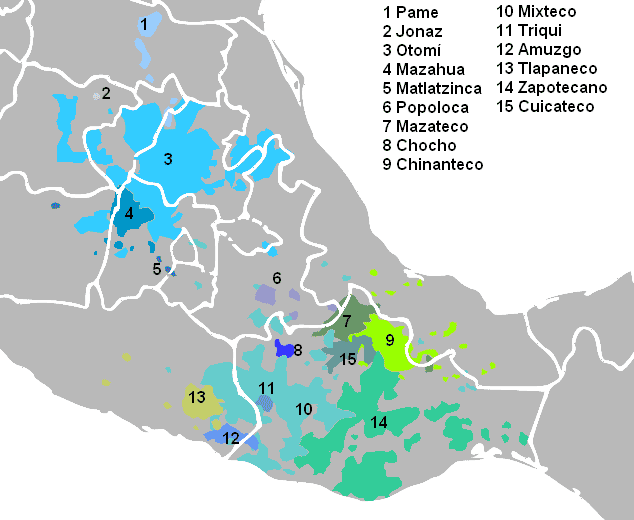
Distribución del pueblo chinanteco y las lenguas de los distintos grupos que lo conforman.

La mayor parte de las raíces de las lenguas chinantecas son vocablos monosílabos y rara vez terminan en consonante, los préstamos del español son reducidos a una o dos sílabas, donde se elimina la consonante final, si la hubiera, y son sujetos a cambios tonales comunes a estas lenguas. 
Las lenguas chinantecas derivan de la familia lingüística otomangues. Los hablantes de chinanteco se hallan distribuidos principalmente en 17 municipios, repartidos en cinco distritos oaxaqueños. La lengua ha sido dividida en cinco macro variantes dialectales,  que coinciden con su división geográfico-territorial. Entre los chinantecos existe una fuerte identidad lingüístico-territorial, y se reconocen como hablantes de un mismo idioma. El INALI ha estimado en base al censo efectuado por el INEGI en el año 2000 existían 133,374 hablantes de lenguas chinantecas en México, y gran parte reside en el estado de Oaxaca. De acuerdo al censo del 2015 hay 139,000 hablantes de las lenguas chinantecas en México.

## Cultura y artesanías
Las mujeres chinantecas de Jocotepec, Petlapa, Usila y Ojitlán conservan su indumentaria tradicional en la confección de tejidos de lana. En los huipiles que tejen y bordan plasman la historia de sus antepasados y los adornan con símbolos y signos que reflejan sus costumbres, su cosmovisión y su relación con la naturaleza. Debajo del huipil se lleva un cotín o medio fondo.
En la recolección y preparación de la materia prima para los tejidos participa toda la familia. El proceso de hilado y madejado se hace con malacate y con espejes, respectivamente. Ya preparado el hilo, la actividad corresponde exclusivamente a las mujeres. También hacen manteles y servilletas para su comercialización.
Los hombres, por su parte, producen redes de pita y de ixtle para la elaboración de atarrayas y chinchorros.
Las principales fiestas de la Chinantla son las relacionadas con la aculturación europea durante el virreinato: la Semana Santa, Todos Santos y las fiestas del santo patrono de cada uno de los pueblos.